# Rabnitzbach
La Rabnitzbach est une rivière autrichienne qui constitue une des sources de la Raab, donc un sous-affluent du Danube.

## Géographie
Elle prend sa source au mont Schöckl et coule vers le sud-est en direction de Gleisdorf où elle forme la Raab. Sa longueur est d'environ 21 km.
Elle est une des rivières les plus propres de Styrie, avec une faune piscicole riche. Elle est sujette à de brusques inondations qui ont déjà causé de nombreux dégâts.

## Source
- (en) Cet article est partiellement ou en totalité issu de l’article de Wikipédia en anglais intitulé « Rabnitzbach » (voir la liste des auteurs).